# José Villafuerte
José Voltaire Villafuerte Tenorio (Esmeraldas, 27 de noviembre de 1956) es un exfutbolista ecuatoriano.

## Trayectoria
Realizó casi toda su carrera deportiva en El Nacional durante las décadas de los 70s y 80s, en los cuales logró ganar 7 campeonatos ecuatorianos en 10 años. Durante este periodo también fue un jugador clave para la selección del Ecuador, sin embargo no tuvo grandes éxitos con su selección dentro de las eliminatorias sudamericanas para el Mundial de fútbol y las Copas América.
Villafuerte tenía grandes dotes futbolísticos, entre ellos destacaban su visión de juego, el control del balón y su enorme capacidad goleadora pese a ser mediocampista.
Fue goleador del campeonato de 1982 y es uno de los 10 máximos goleadores de los Campeonatos ecuatorianos Serie A.

## Selección nacional
Tuvo 42 apariciones en la selección ecuatoriana de fútbol,de 1976 a 1985. Participó en la Copa América de 1979 y 1983.

## Clubes

### Clubes como jugador
| Club                       | País    | Año       | Goles |
| -------------------------- | ------- | --------- | ----- |
| Club Deportivo El Nacional | Ecuador | 1975-1988 | 122   |
| Filanbanco                 | Ecuador | 1989      | 3     |

### Clubes como entrenador
| Club                       | País    | Año           |
| -------------------------- | ------- | ------------- |
| Club Deportivo El Nacional | Ecuador | 2021-Presente |

## Palmarés

### Campeonatos nacionales
| Título                                | Club                       | País    | Año  |
| ------------------------------------- | -------------------------- | ------- | ---- |
| Campeonato Ecuatoriano de Fútbol 1976 | Club Deportivo El Nacional | Ecuador | 1976 |
| Campeonato Ecuatoriano de Fútbol 1977 | Club Deportivo El Nacional | Ecuador | 1977 |
| Campeonato Ecuatoriano de Fútbol 1978 | Club Deportivo El Nacional | Ecuador | 1978 |
| Campeonato Ecuatoriano de Fútbol 1982 | Club Deportivo El Nacional | Ecuador | 1982 |
| Campeonato Ecuatoriano de Fútbol 1983 | Club Deportivo El Nacional | Ecuador | 1983 |
| Campeonato Ecuatoriano de Fútbol 1984 | Club Deportivo El Nacional | Ecuador | 1984 |
| Campeonato Ecuatoriano de Fútbol 1986 | Club Deportivo El Nacional | Ecuador | 1986 |

### Distinciones individuales
| Distinción                        | Club        | País    | Año  | Goles |
| --------------------------------- | ----------- | ------- | ---- | ----- |
| Goleador de la Serie A de Ecuador | El Nacional | Ecuador | 1982 | 25    |